# Bölcs törpék a világ körül
A Bölcs törpék a világ körül (eredeti cím: La llamada de los gnomos) spanyol televíziós rajzfilmsorozat, amely a Dávid, a törpe folytatása. A BRB International készítette. Spanyolországban 1987-1988 között a TVE mutatta be. Magyarországon korábban a TV2 adta le, később az M2 tűzte műsorra.

## Magyar hangok
- Miklós bíró – Kránitz Lajos
- Dani – Józsa Imre
- Bruna – Náray Erika
- Holler – Beregi Péter
- Pit – Papp János
- Pat – Csurka László
- Pot – Varga Tamás

További magyar hangok: Bolba Tamás, Czigány Judit, Farkasinszky Edit, Forgács Péter, Galambos Péter, Galbenisz Tomasz, Hankó Attila, Kardos Gábor, Kálid Artúr, Kassai Ilona, Kassai Károly, Katona Zoltán, Kerekes József, Komlós András, Makay Sándor, Náray Erika, Némedi Mari, Németh Gábor, Orosz István, Papp János, Perlaki István, Salinger Gábor, Simorjay Emese, Szűcs Sándor, Uri István, Wohlmuth István, Zsolnai Júlia

## Epizódlista
1. Miklós bíró (El juez Klaus)
2. A Loch Ness-i szörny (El lago Ness)
3. Utazás Kanadába (Vacaciones en Canadá)
4. A varázsszőnyeg (La alfombra mágica)
5. Utazás Ausztriába (La gamuza del Tirol)
6. A himalájai kaland (El hombre de las nieves)
7. Az aranyásók (Los buscadores)
8. Kaland az Északi-sarkon (El globo)
9. Görögországi kaland (Misterio en Grecia)
10. Erdély megmentése(Los Cárpatos)
11. Utazás Velencére (Los trolls en Italia)
12. Látogatás Manushimába (La balada de Gnomoshima)
13. A törpeolimpia (Las olimpiadas de los gnomos)
14. Utazás Szibériába (El partido de hockey sobre hielo)
15. A tűz (El incendio)
16. A kínai nagy fal (La Muralla China)
17. Franciaországi kaland (El rescate de la mofeta)
18. Hawaii kaland (La aventura en Hawaii)
19. Az ellopott tükör (El espejo robado)
20. A téli verseny (La carrera de invierno)
21. Rejtély az erdőben (Misterio en el bosque)
22. Utazás Norvégiába (La llamada de Escandinavia)
23. Argentína (Peligro en la Patagonia)
24. Dani lakodalma (La boda de Dani)
25. Hollandia (Encuentro con el hombre)
26. Viszontlátásra Miklós! (El adiós de Klaus)